# Championnat d'Andorre d'échecs
Le championnat d'Andorre d'échecs est une compétition d'échecs organisée par la fédération d'Andorre. Il s'est déroulé pour la première fois en 1965. Il est organisé par la FEVA (en catalan : Federació d'Escacs Valls d'Andorra), qui est la fédération d' échecs d'Andorre, fondée en 1967.

## Vainqueurs depuis l'an 2000

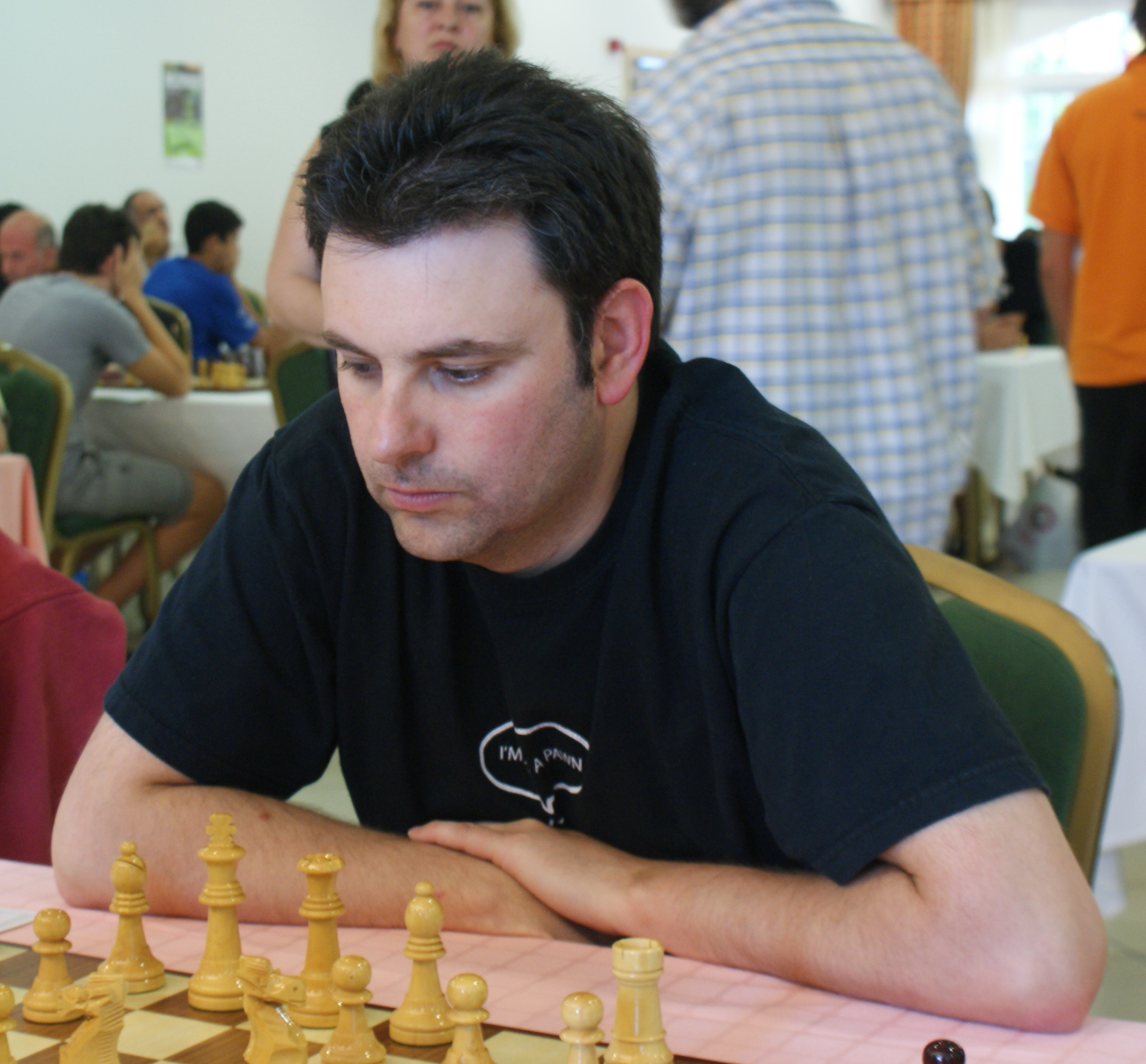
Le Grand maître international Óscar de la Riva, sept fois champion d'Andorre depuis 2000

Ci-dessous, les différents champions depuis l'an 2000.
| Année | Champion[3]                                   |
| ----- | --------------------------------------------- |
| 2000  | Óscar de la Riva                              |
| 2001  | Óscar de la Riva                              |
| 2002  | Daniel José Queraltó (ca)                     |
| 2003  | Josep Oms Pallise (en)                        |
| 2004  | Josep Oms Pallise                             |
| 2005  | Josep Oms Pallise                             |
| 2006  | Josep Oms Pallise                             |
| 2007  | Óscar de la Riva                              |
| 2008  | Juan Mellado Triviño (es)[4]                  |
| 2009  | Raül García Paolicchi (en)[5]                 |
| 2010  | Daniel José Queraltó[6]                       |
| 2011  | Raül García Paolicchi[7]                      |
| 2012  | Óscar de la Riva[8]                           |
| 2013  | Raül García Paolicchi[9]                      |
| 2014  | Óscar de la Riva[10]                          |
| 2015  | Óscar de la Riva, Robert Alomà Vidal (ca)[11] |
| 2016  | Robert Alomà Vidal[12]                        |
| 2017  | Óscar de la Riva, Robert Alomà Vidal[13]      |
| 2018  | Jordi Fluviá Poyatos (es)[14]                 |
| 2019  | Robert Alomà Vidal[15]                        |
| 2021  | Serni Ribera Veganzones                       |
| 2022  | Felipe Porras Mateo                           |
| 2023  | Serni Ribera Veganzones                       |
| 2024  | Serni Ribera Veganzones                       |